# شيلوي
شيلوي هي بلدة في مقاطعة قمشي في ولاية قشقداريا في أوزبكستان.